# Пярсимяги, Карл
Карл Пярсимяги (эст. Karl Pärsimägi, 11 мая 1902, Оэ, приход Антсла, Российская империя — 27 июля 1942, Освенцим) — эстонский художник-фовист.
Пярсимяги родился в 1902 году в семье богатого фермера. В 1919 году он участвовал в Освободительной войне Эстонии и был награждён медалью. После этого, вопреки воле отца, он поехал в Тарту, чтобы поступить в новую художественную школу Паллада, известную продвижением современного искусства. В дополнение к новым стилям, таким как фовизм, на него повлияло эстонское народное искусство и Конрад Мяги, который был там учителем. Он также учился у Адо Ваббе и Николая Трайка, а в 1923 году отправился в учебную поездку в Германию. В том же году Пярсимяги провёл свою первую выставку. Он несколько раз прерывал свое обучение, чтобы посетить семейную ферму и нарисовать пейзажи.
Переехал в Париж в 1937 году при финансовой поддержке своего отца, который, наконец, примирился с выбором карьеры сына. Там он учился в Академии Коларосси и попал под влияние Поля Сезанна, хотя и стал известен как «эстонский Матисс». С началом Второй мировой войны, в отличие от большинства других балтийских художников, Пярсимяги отказался возвращаться в Эстонию, которая стала советской.
В 1939 году в Таллинском Доме искусства с 8 по 18 сентября прошла выставка живописи (так называемая выставка шести художников), в которой приняли участие Адамсон-Эрик, Александр Бергман-Варди, Яан Грюнберг, Каарел Лийманд, Карл Пярсимяги, Кристьян Тедер.
В 1941 году Пярсимяги был арестован гестапо и доставлен в Освенцим через лагерь для интернированных Дранси. Причины его ареста остаются неясными. Он не был евреем, но, возможно, пытался помочь другу-еврею или активисту французского Сопротивления. Сексуальная ориентация также упоминалась как возможный мотив. В следующем году он был казнён.
Из-за того, что Пярсимяги поддерживал независимость Эстонии, его работы были лишены официального признания в Советском Союзе, но интерес к нему возобновился после 1991 года. 100-летие со дня рождения было отмечено выставкой, и многие из его работ сейчас находятся в Тартуском художественном музее.
- Женский портрет
- Лежащая обнажённая
- Девочка у окна
- Сельский дом с печью
- В парке
- Интерьер
- Интерьер
- Японка
- Мотив Toomemäe